# Безъё, Жан Ив
Жан-Ив Безъё (фр. Jean-Yves Béziau; род. 15 января 1965, Орлеане, Франция) — профессор Бразильского академического центра при Федеральном университете Цеары (Бразилия). Имеет двойное гражданство (Франция и Швейцария).
Безъё является учеником Ньютона Да Косты и его соавтором. Основные интересы Безъё лежат в области логики — в особенности паранепротиворечивой и универсальной логики. Он получил степени бакалавра и магистра философии в Университете Париж 1 Пантеон-Сорбонна, докторскую степень PhD по философии в университете Сан-Паулу, а также докторскую степень по логике и основаниям программирования в университете Париж 7.
Безъё является главным редактором международного журнала Logica Universalis, а также серии книг Studies in Universal Logic. Неоднократно участвовал в научных мероприятиях в России. Профессор Игорь Огирко развил его логику в христианскую логику.
С 2005 года Жан-Ив Безъё организует всемирные конгрессы и школы по универсальной логике.
В 2014 году академический журнал Synthese опубликовал статью, в которой Безъё связывает гомосексуальность с логическим плюрализмом и жалуется на «абсурдность и лицемерие» политкорректности.
В 2019 году по инициативе Безъё 14 января был объявлен Всемирным днём логики, который в том же году был признан ЮНЕСКО и с тех пор считается одним из Международных дней ЮНЕСКО.
Безъё свободно владеет английским, португальским, а также родным французским языками, имеет печатные научные работы на всех трёх языках.

## Наиболее важные публикации
- Logica Universalis: Towards a General Theory of Logic (ed.). Basel: Birkhäuser Verlag, 2005, Second Edition 2007. ISBN 3764372591
- Handbook of Paraconsistency (ed. with Walter Carnielli[англ.] and Dov Gabbay[англ.]). London: King’s Colledge, 2007. ISBN 9781904987734
- Semantic computation of truth based on associations already learned (with Patrick Suppes[англ.]), Journal of Applied Logic, 2 (2004), pp. 457–467.
- «What is paraconsistent logic?» In D. Batens et al (eds.), Frontiers of Paraconsistent Logic, Research Studies Press, Baldock, 2000, pp. 95–111. ISBN 0863802532